# Râpile
Râpile – wieś w Rumunii, w okręgu Buzău, w gminie Pănătău. W 2011 roku liczyła 117 mieszkańców.